# L'ajo nell'imbarazzo
Versions successives
- Don Gregorio, farsa en 2 actes, créée le 11 juin 1826 au Teatro Nuovo de Naples.

Personnages
- Mme Gilda Talemanni, femme d'Enrico (soprano)
- Le marquis Don Giulio Antiquati (baryton)
- Le marquis Enrico, fils de Don Giulio (ténor)
- Le marquis Pippetto, autre fils de Don Giulio (ténor)
- Don Gregorio Cordebono, précepteur au service de Don Giulio (basse)
- Leonarda, femme de chambre âgée (mezzo-soprano)
- Simone, serviteur du marquis (ténor)
- Chœur de serviteurs, femmes de chambre, laquais du marquis.

Airs
- « D'un' infelice e misera » (Gilda, Don Gregorio) – Acte II

L'ajo nell'imbarazzo (Le Précepteur dans l'embarras) est un opera buffa en deux actes, livret de Jacopo Ferretti, musique de Gaetano Donizetti, créé au Teatro Valle de Rome le 4 février 1824. Accueilli triomphalement, il tient l'affiche pendant toute la saison avant d'être repris par plusieurs théâtres à l'étranger et constitue le premier succès durable du compositeur.

## Histoire
Après avoir créé Chiara e Serafina à Milan le 26 octobre 1822, Donizetti revient à Naples en passant par Bergame et Rome où il se trouve dès le 19 décembre. À Rome, il signe un contrat avec l'impresario du Teatro Argentina, Giovanni Paterni, en vue d'une révision (rifacimento) de Zoraida di Granata et de la commande d'un nouvel opera buffa pour le Teatro Valle, sur un livret de Jacopo Ferretti. Pour les deux engagements, Donizetti reçoit une somme globale de 500 écus.
L'ajo nell'imbarazzo est, selon William Ashbrook, « l'un des meilleurs livrets de Ferretti ». Il est basé sur une comédie portant le même titre du comte Giovanni Giraud (1776-1834), créée à Rome en 1807 et déjà mise en musique à quatre reprises. Bénéficiant d'une distribution solide, l'opéra est accueilli avec enthousiasme par le public et par la critique. Celle-ci loue la spontanéité et l'inventivité de la partition, ainsi que la clarté et l'originalité de l'inspiration musicale.
L'opéra tient l'affiche durant toute la saison au Teatro Valle, sa popularité paraissant augmenter de représentation en représentation. Le succès est tel que Donizetti ne tarde pas à signer un contrat avec Francesco Tortoli pour l'adapter aux impératifs du Teatro Nuovo de Naples ; le contrat prévoit également la commande d'un nouvel opéra et, pour l'ensemble de ces prestations, Donizetti doit recevoir 300 ducats.
L'opéra est repris à Palerme le 5 septembre 1825. Deux des interprètes de la première, le baryton Antonio Tamburini et la basse Nicola Tacci, font à nouveau partie distribution ; le second ténor, interprète du rôle de Pipetto, n'est autre que Salvatore Patti, père de l'illustre Adelina Patti. Pour cette nouvelle production, Donizetti a apporté de nombreux changements à la partition, en particulier une transposition de l'air de ténor Nel primo fior degli anni pour soprano. Le succès est tel qu'un critique écrit que ce n'est qu'avec cet opéra que la saison démarre véritablement cette année-là.
La version napolitaine de L'ajo nell'imbarazzo n'est jouée que le 11 juin 1826 sous le titre Don Gregorio, dont Donizetti usera le plus souvent par la suite pour désigner cet ouvrage. Elle est accueillie avec chaleur. C'est cette version qui est ensuite reprise à la Scala de Milan. L'opéra est donné dans sa version originale dans plusieurs théâtres étrangers dont Vienne (1827), Dresde (1828, sous le titre Il governo alla casa), Barcelone (1828), Rio de Janeiro (1829), Lisbonne (1837), Berlin (Königstädtisches Theater), Copenhague (1844), Londres (1846). Il triomphe partout avec l'exception notable de Bergame, ville natale du compositeur, où la production de 1830, préparée par son vieux maître Simon Mayr lui-même, est un échec complet. Il continue d'être représenté jusqu'au début du XXe siècle avant de subir une éclipse d'un demi-siècle. Il est repris en 1959 au Teatro Donizetti de Bergame, puis au Teatro Regio de Turin en 1984, cette dernière production donnant lieu à un enregistrement qualifié d'« excellent » par Piotr Kaminski.

## Distribution
| Rôle | Type de voix  | Interprètes le 4 février 1824 | Interprètes le 11 juin 1826 (version Don Gregorio) |
| --- | ------------- | ----------------------------- | -------------------------------------------------- |
| Madamma Gilda Talemanni, sposa di Enrico Mme Gilda Talemanni, femme d'Enrico                                        | soprano       | Maria Ester Mombelli          | Giacinta Canonici                                  |
| Il Marchese Don Giulio Antiquati Le marquis Don Giulio Antiquati                                                    | baryton       | Antonio Tamburini             | Felice Pellegrini                                  |
| Il Marchese Enrico, figlio del marchese Giulio Le marquis Enrico, fils de Don Giulio                                | ténor         | Salvino Monelli               | Antonio de Bezzi                                   |
| Il Marchese Pippetto, altro figlio del marchese Giulio Le marquis Pippetto, autre fils de Don Giulio                | ténor         | Giovanni Puglieschi           |                                                    |
| Don Gregorio Cordebono, ajo in casa del marchese Giulio Don Gregorio Cordebono, précepteur au service de Don Giulio | basse         | Nicola Tacci                  | Carlo Casaccia                                     |
| Leonarda, cameriera attempata Leonarda, femme de chambre âgée                                                       | mezzo-soprano | Agnese Loyselet               | Francesca Checcherini                              |
| Simone, servo del marchese Simone, serviteur du marquis                                                             | ténor         | Luigi de Domenicis            | Giovanni Pace                                      |
| Chœur de serviteurs, femmes de chambre, laquais du marquis.                                                         |               |                               |                                                    |

## Argument
La scène se déroule à Rome dans la maison du marquis Don Giulio.
« Un coup d'œil sur le livret suffit pour nous remettre en mémoire les petites farces "domestiques" qui lancèrent la carrière de Rossini, et qui remontent toute au Mariage à la mode de Hogarth par le truchement du Mariage secret de Cimarosa. » (Piotr Kaminski)

### Acte I
Don Gregorio, précepteur des deux fils du puritain marquis Don Giulio, a pour mission de les tenir absolument à l'écart des femmes. Mais le cadet, Pippetto, s'éprend de la seule femme qu'il a jamais vue, la vieille servante Leonarda, tandis que l'aîné, Enrico, promène une mélancolie dont le précepteur ne tarde pas à découvrir la cause : il a épousé en secret une voisine, une certaine Gilda dont il a déjà un enfant.
Les deux jeunes gens supplient Don Gregorio de les aider. Don Giulio fait alors son apparition inopinément ; Don Gregorio entraîne Gilda dans la chambre d'Enrico et la défend contre la curiosité du marquis.
Pendant ce temps, Pippetto continue de soupirer après Leonarda qui persuadée qu'il veut l'épouser et craignant que Don Gregorio ne mette le holà à cette intrigue, cherche à le compromettre auprès du marquis en profitant du fait que Don Gregorio cache Gilda dans sa propre chambre.

### Acte II
Don Gregorio doit trouver un moyen de faire sortir Gilda de la maison car elle doit nourrir son enfant. Mais sa présence est découverte par Leonarda. Le précepteur se résigne à aller chercher l'enfant mais avant son retour, Don Giulio pénètre dans sa chambre et trouve Giulia qu'il prend pour sa maîtresse. C'est alors que Don Gregorio revient avec le bébé. Il révèle à son patron l'identité de la jeune femme et le père de son enfant. Don Giulio, furieux, déshérite Enrico et proclame Pippetto son unique héritier. Leonarda exulte mais Gilda retourne la situation en donnant au marquis une leçon sur l'éducation des jeunes gens qui le force à accepter la réalité.

## Analyse et jugements
« C'est sans doute l'opéra le plus achevé de toute la production de Donizetti à cette date. Au style léger hérité de Rossini se mêlent la sensualité des mélodies et un pathos typique de Donizetti, annonçant les chefs-d'œuvre à venir dans le genre léger que seront L'elisir d'amore, La Fille du régiment et Don Pasquale. » (Philippe Thanh)
« C'est la première œuvre de Donizetti où se révèle son remarquable sens de la comédie [...] ainsi que sa tendance à introduire dans ses comédies des moments sentimentaux. » « Ce fut le premier des opéras bouffe de Donizetti à se maintenir, fort aidé par le livret de premier ordre de Ferretti, qui traite avec tact un sujet relativement osé. L'ajo apparaît comme marquant un progrès notable par rapport aux ouvrages qui l'ont précédé en ce que Donizetti y parvient enfin à créer de vrais personnages qui ne sont pas réduits à leur seule dimension comique. Les caractérisations de Don Gregorio, le brave précepteur qui donne son titre à l'opéra, et Gilda, l'amusante héroïne, secrètement mariée à Enrico et qui lui a donné un fils, sont particulièrement réussies. » (William Ashbrook)
« La partition du jeune compositeur joue habilement avec les schémas bouffes de l'époque, tout en révêlant un joli tempérament, par exemple dans le duo Gilda/Don Gregorio (D'un' infelice e misera) et dans le trio du Ier acte où Enrico et Gilda dévoilent à Don Gregorio l'existence de leur petit "Bernardino", sans oublier le lyrisme de la musique tendre pour les deux époux. Deux basses comiques dans les rôles des vieux barbons, et un ténor buffo dans celui du jeune Pippetto peuvent aisément conquérir la salle, qui, séduite par la bonne humeur que dégage la pièce, n'en voudra pas à Donizetti ne de pas encore avoir trouvé de ton individuel au-delà des formules. » (Piotr Kaminski)

## Discographie
| Année | Distribution (Don Gregorio, Don Giulio, Enrico, Gilda, Leonarda, Pippetto, Simone)                                  | Chef d'orchestre, Orchestre et chœur                                 | Label                                                                                                |
| ----- | --- | -------------------------------------------------------------------- | --- |
| 1959  | Renato Capecchi, Guido Mazzini, Salvatore Gioia, Dora Gatta, Genia Las, Nino Cestari, Alessandro Maddalena          | Alfredo Camozzo, Orchestre et chœur du Teatro Donizetti de Bergame   | CD Audio : Melodram Référence : GDS 21026 (2 CD) enregistré live le 21 novembre 1959                 |
| 1963  | Plinio Clabassi, Antonio Boyer, Ugo Benelli, Cecilia Fusco, Anna Reynolds, Manlio Rocchi, Robert Amis El Hage       | Franco Ferrara, Orchestre philharmonique de Rome                     | CD Audio : Palladio Enterprise Référence : PD 4146 (1 CD) extraits                                   |
| 1973  | Richard McKee, Manuel Gonzalez, Suso Mariategui, Silvia Baleani, Johanna Peters, Bernard Dickerson, Richard Stilgoe | Kenneth Montgomery, Orchestre de la Radiotélévision Irlandaise (RTE) | LP : Opera Rara Référence : MRF 149 (3 LP) enregistré live le 4 novembre 1973 au Festival de Wexford |
| 1984  | Enzo Dara, Alessandro Corbelli, Paolo Barbacini, Luciana Serra, Aracelly Haengel, Vito Gobbi, Delfo Menicucci       | Bruno Campanella, Orchestre et chœur du Teatro Reggio de Turin       | CD Audio : Fonit Cetra Référence : CDC 81 (2 CD) enregistré live en avril 1984                       |

### Sources
- (en) William Ashbrook, Donizetti and his operas, Cambridge University Press, 1982  (ISBN 0-521-27663-2)
- (fr) Piotr Kaminski, Mille et un opéras, Paris, Fayard, coll. Les Indispensables de la musique, 2003  (ISBN 978-2-213-60017-8)

### Liens connexes
- Le compositeur bolonais Giuseppe Pilotti a composé un opéra portant le même nom.